# Josephine Cochraneová
Josephine Garis Cochraneová (8. března 1839 Ashtabula County – 14. srpna 1913 Chicago) byla americká vynálezkyně a obchodnice. Proslula vynálezem první automatické myčky na nádobí.

## Život
Její otec byl stavební inženýr, který se podílel na výstavbě Chicaga. Její pradědeček John Fitch vynalezl parník. Jejím manželem se stal obchodník a politik William Cochrane. Ona sama nezískala formální vzdělání v technických či přírodních vědách, přesto se roku 1886 pustila do vynalézání automatu na mytí nádobí. S konstrukcí ji pomáhal technik George Butters. Do velkého měděného kotle umístila kruhový držák na nádobí, který byl poháněn motorem. Když se držák roztočil, začala na něj zespodu stříkat voda se saponátem. Jednoduchý systém fungoval překvapivě dobře, a tak si Josephine nechala vynález na konci roku 1886 patentovat (US Patent No. 355139). V té době zemřel její manžel. Protože se dostala do finančních problémů, rozhodla se je řešit obchodním využitím svého patentu – založila firmu Garis-Cochran Dish-Washing Machine Company. Průlomem v jejím obchodním snažení byla Světová výstava v Chicagu roku 1893. Díky podpoře 200 ženských donátorek mohla na výstavě představit svůj stroj. Výsledkem bylo nejen ocenění od poroty, ale také zakázky od celé řady hotelů a restaurací. Za jejího života myčka nevstoupila do domácností, ale ani pozdější domácí myčky se technologicky od jejího řešení příliš neodlišovaly. Po její smrti firma změnila několikrát název, pod názvem KitchenAid pak splynula s firmou Whirlpool.